# فرودگاه کوول کاونتی ممریال
فرودگاه کوول کاونتی ممریال (به انگلیسی: Coles County Memorial Airport) یک فرودگاه همگانی با کد یاتا MTO است که یک باند فرود بتن و دارد و طول باند آن ۱۹۸۲ متر است. این فرودگاه در کشور ایالات متحده آمریکا قرار دارد و در ارتفاع ۲۲۰٫۱ متری از سطح دریا واقع شده‌است.